# Архиепархия Маданга

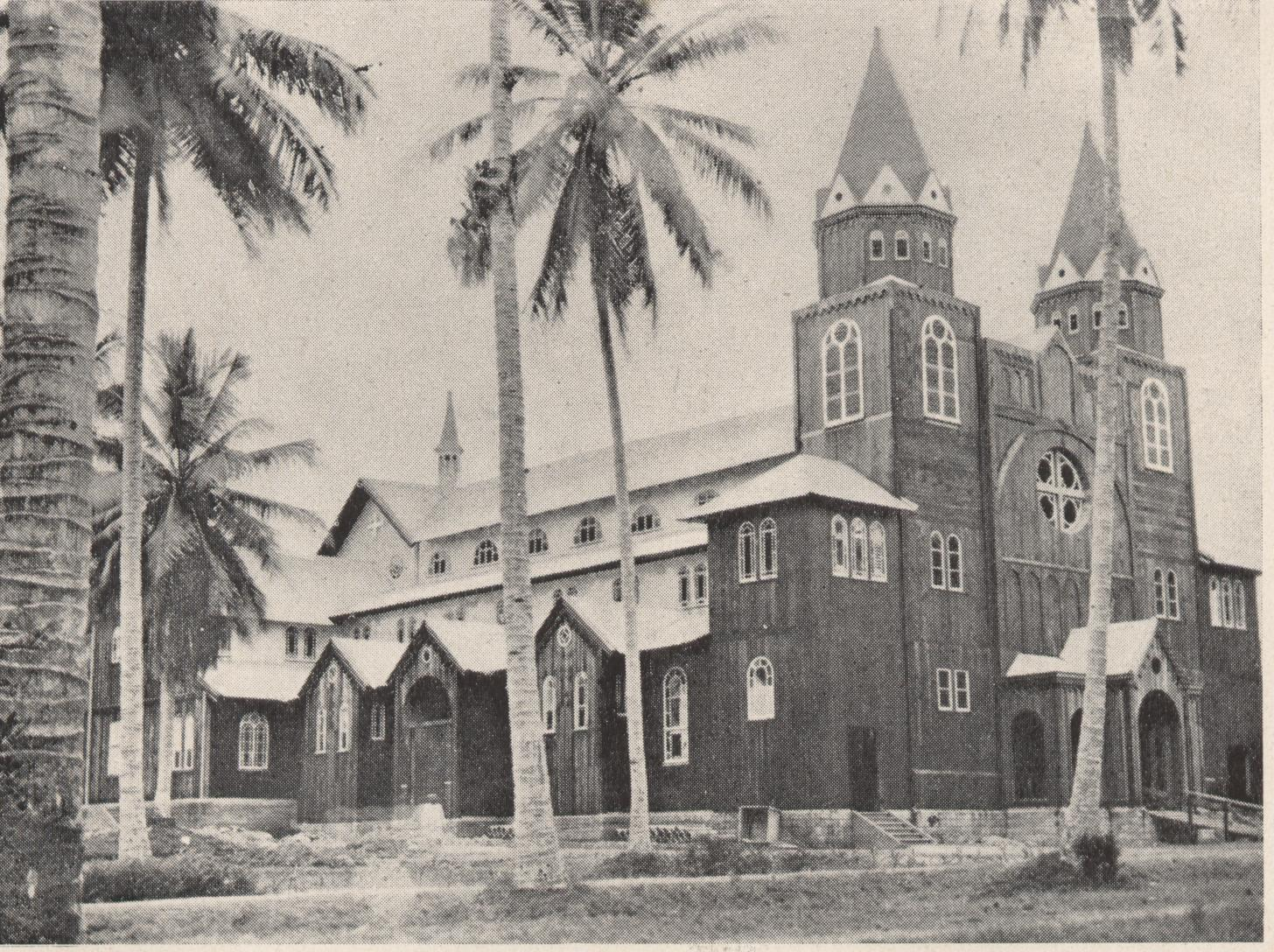
Собор Святого Михаила, 1929 г.

 Архиепархия Маданга (лат. Archidioecesis Madangana) — архиепархия Римско-католической церкви c центром в городе Маданг, Папуа – Новая Гвинея. В митрополию Маданга входят епархии Аитапе, Ванимо, Вевака, Лаэ. Кафедральным собором архиепархии Маданга является собор Святого Духа.

## История
24 февраля 1896 года Святой Престол учредил апостольскую префектуру Земли императора Вильгельма, выделив её из апостольского викариата Новой Померании.
25 июля 1913 года апостольская префектура земли императора Вильгельма передала часть своей территории новой апостольской Западных Земель императора Вильгельма (сегодня — Епархия Вевака) и была переименована в апостольскую префектуру Восточных Земель императора Вильгельма.
23 ноября 1922 года Римский папа Пий XI выпустил буллу "Incumbentis Nobis", которой преобразовал апостольскую префектуру Восточных Земель императора Вильгельма в апостольский викариат Восточной Новой Гвинеи. 5 мая 1952 года апостольский викариат Восточной Новой Гвинеи стал называться как апостольский викариат Алексисхавен.
18 июня апостольский викариат Алексисхавена передал часть своей территории новым апостольским викариатам Маунт-Хагена (сегодня — Архиепархия Маунт-Хагена), Лаэ (сегодня — Епархия Лаэ) и Гороки (сегодня — Епархия Гороки).
15 ноября 1966 года Римский папа Павел VI издал буллу "Laeta incrementa", которой возвёл апостольский викариат Алексисхавена в архиепархию Маданга.

## Ординарии архиепархии
- епископ  Everardo Limbrock (1900—1919);
- епископ Francesco Wolf (24.11.1922 — 23.02.1944);
- епископ Stephen A. Appelhans (8.07.1948 — 16.07.1951);
- архиепископ Adolph Alexander Noser (8.01.1953 — 19.12.1975);
- архиепископ Leo Clement Andrew Arkfeld (19.12.1975 — 31.12.1987);
- архиепископ Benedict To Varpin (31.12.1987 — 24.07.2001);
- архиепископ William Joseph Kurtz (24.07.2001 — 30.11.2010);
- архиепископ Stephen Joseph Reichert (30.11.2010 — 26.07.2019, в отставке);
- архиепископ Anton Bal (26.07.2019 — по настоящее время).

## Источник
- Annuario Pontificio, Libreria Editrice Vaticana, Città del Vaticano, 2003, ISBN 88-209-7422-3
- Булла Incumbentis Nobis, AAS 15 (1923), стр. 27 Архивная копия от 13 июля 2020 на Wayback Machine  (лат.)
- Булла Laeta incrementa Архивная копия от 3 февраля 2014 на Wayback Machine  (лат.)